# Shuangxi (socken i Kina, Sichuan, lat 29,54, long 102,64)
Shuangxi (kinesiska: 双溪乡, 双溪) är en socken i Kina. Den ligger i provinsen Sichuan, i den sydvästra delen av landet, omkring 190 kilometer sydväst om provinshuvudstaden Chengdu.
Genomsnittlig årsnederbörd är 1 227 millimeter. Den regnigaste månaden är juli, med i genomsnitt 264 mm nederbörd, och den torraste är januari, med 8 mm nederbörd.